# Sylvain Meunier
Pour les articles homonymes, voir Meunier.
Sylvain Meunier, né le 10 mai 1949 à Lachine au Québec, est un romancier québécois.

## Biographie
Après Fleur de papier, un conte pour enfant publié en 1971, Sylvain Meunier a éparpillé des nouvelles, des textes d'opinion et des poèmes dans différents périodiques.  En 1995, il a publié un premier roman et depuis, la liste de ses titres n'a cessé de s'allonger. Il touche à plusieurs genres, du roman policier à la littérature jeunesse.
Parallèlement, il a enseigné 30 ans dans les écoles secondaires et a dirigé une troupe de théâtre scolaire.
Sylvain Meunier a animé des rencontres à partir de ses œuvres, pour des publics de tous âges, non seulement dans la région de Montréal et au Québec, mais un peu partout au Canada.  À cet effet, il a visité Halifax, Edmunston, Sudbury, Hearst, Calgary, il a fait deux fois la tournée Idélire (les Kootenays, Whistler et le bas Fraser et la vallée de l'Okanagan).  En 2007, il a été invité au WordFest de Calgary et au Writer's Festival de Vancouver. Il a remporté , dans la même année, le prix ''Création en littérature du premier Gala de la Culture'' de la ville de Longueuil pour la série Ramicot Bourcicot.
Sylvain Meunier a été membre du conseil d'administration de l'organisme Lire et faire lire (Québec), membre du conseil d'administration de l'UNion des écrivaines et des écrivains québécois de 2006 à 2012 et président de l'Association des auteurs de la Montérégie de 2006 à 2009.

## Pour la jeunesse

### 4-7-ans
- Fleur de papier - éditions Pauline – Montréal 1971 (épuisé)
- Graindsel et Bretelles – la courte échelle, Montréal 2004
- Le bon sommeil du roi de Sucredor - Éditions de la Paix, Granby 2006
- Sucredor 1 : Le bon sommeil du Roi - (nouvelle édition) Éditions de la courte échelle, Montréal 2012
- Sucredor 2: Une créature inattendue - Éditions de la courte échelle, Montréal 2012 (prix du Salon du Livre de Trois-Rivières pour les illustrations de Sophie Pa)
- Sucredor 3: Le gobe-mots - Éditions de la courte échelle, Montréal 2013

### 6-8 ans
- Série « Ramicot Bourcicot »[1] (prix Création en littérature - Longueuil 2007) :
  - L’hirondelle noire – la courte échelle, Montrèal août 2006
Version anglaise : Raffi's Animal Rescue - Formac, Halifax 2007
  - La paruline masquée - la courte échelle, Montréal février 2007
Version anglaise : Raffi's For the Birds - Formac, Halifax 2009
  - Le macareux moine - la courte échelle, Montréal août 2007
Version anglaise : Raffi's Island Adventure - Formac, Halifax 2007
  - Le grand corbeau - la courte échelle, Montréal août 2007
  - La tourterelle triste - la courte échelle, Montréal, avril 2009 (Prix Communications et société 2010, catégorie littérature jeunesse)
Version anglaise : Raffi's New Friend - Formac, Halifax 2008

### 8 ans et +
- Le cheval d’Isabelle - Éditions Vents d’Ouest, Gatineau 2002 (sélection The White Ravens 2003 - Munich)
- La grande Huguette Duquette - Soulières, Saint-Lambert 2008 (Grand prix de l'Association des auteurs de la Montérégie, catégorie fiction primaire)
- Série Germain :
  - Le Seul ami – la courte échelle, Montréal 2002 (finaliste au prix du Gouverneur général du Canada — 2e prix de l’Association des auteurs de la  Montérégie)
  - Ma première de classe – la courte échelle, Montréal 2003 (finaliste au prix Hackmatack 2005)
  - L’homme à la bicyclette – la courte échelle, Montréal 2004 (finaliste au prix du Gouverneur général du Canada - 2005)
  - Les malheurs de mon grand-père - la courte échelle, Montréal 2005
  - L'histoire de MON chien - la courte échelle, Montréal 2010  (grand prix de l’Association des auteurs de la Montérégie, catégorie fiction primaire)
  - Germain - édition regroupée, la courte échelle, Montréal 2011

### 12 ans et+
- L’Arche du millénaire - Éditions de la Paix, Granby 2001
- Piercings sanglants - roman - la courte échelle, Montréal janvier 2007 (finaliste au prix du Gouverneur Général 2007
- Germain et le tunnel mystérieux - roman - Soulières, Saint-Lambert 2019

## Théâtre
- La pension du paradis précoce - comédie - non publiée

## Romans
- Les Noces d’eau - Québec Amérique, Montréal 1995
- Fleur-Ange ou Les poètes n'ont pas de fils - Québec Amérique, Montréal 1995
- La Petite hindoue - Guy Saint-Jean, Laval 1999
- Michel ou l’Ultime envol  - Lanctôt éditeur, Montréal 2002
- Lovelie d’Haïti - tome 1- la courte échelle, Montréal 2003 	(2e prix de l’Association des auteurs de la  Montérégie-2004)
- Lovelie d’Haïti t. 2 – Le temps des déchirures - la courte échelle, Montréal 2004  (3e prix de l’Association des auteurs de la  Montérégie-2005)
- Lovelie d’Haïti t. 3 – La saison des trahisons - la courte échelle, Montréal 2006
- La nuit des infirmières psychédéliques - la courte échelle, Montréal 2010

## Romans policiers
- Enquête sur la mort d’une vierge folle – Québec Amérique, Montréal  1997  (Version bulgare - LIK - Sofia – 2000)
- Enquête sur le viol d’un père Noël – Québec Amérique, Montréal 1998
- Meurtre au bon Dieu qui danse le twist - Vents d’ouest, Gatineau 2000
- La Dernière enquête de Julie juillet - Vents d’Ouest, Gatineau 2002 (Finaliste au Arthur Ellis Award - 2002)
- L'homme qui détestait le golf - la courte échelle, Montréal mai 2008 (Gagnant du prix Saint-Pacôme du roman policier - 2008 et finaliste au Arthur Ellis Award 2009 finaliste au Gala de la culture 2009 - Prix du roman AQPF-ANEL 2009)
- Les mémoires d'un Œuf - la courte échelle, Montréal septembre 2011 (« Coup de cœur du jury de l’Association des auteurs de la Montérégie-2011 ») (Prix Tenebris 2012)
- L'empire du scorpion (La femme de Percival Imbert) - Guy-Saint-Jean, Laval août 2014
- Saint-Chause - à l'étage, Montréal octobre 2016
- Le Crime de Madame Moïse - Québec Amérique, Montréal octobre 2021

## Nouvelles
- La Danse infernale Nouvelle - in Petites Cruautés, collectif - Vents d’Ouest, Gatineau 1999
- Mais de quoi a-t-elle si peur? in revue Alibis - été 2008
- Mort sur le corner polar en forme de slam (en collaboration avec des élèves de l'école Antoine de Saint-Exupéry) revue Alibis été 2010
- L'homme qui détestait les livres - in Crimes à la librairie, collectif, Druide, Montréal 2014

## Poèmes et chansons
- Les plus belles amours – in Concours 60 millions d’auteurs – Montréal, SRC - 1991
- Je t’aime encore – in Amours fantômes – Isabelle Roy – Disques Beausoleil 2004

## Honneurs
- 2008 : Prix Saint-Pacôme du roman policier pour L'Homme qui détestait le golf
- 2012 : Prix Tenebris (Catégorie Meilleur roman, littérature policière de langue française, distribué au Québec) pour Les mémoires d'un œuf[2]